# Rudolf Albrecht (Pfarrer)
Rudolf Albrecht (* 13. Juli 1942 in Wellerswalde; † 27. September 2015 in Seesen) war ein deutscher evangelischer Pfarrer und Vertreter der kirchlichen Friedensbewegung in der DDR.
Albrecht studierte nach dem Besuch des Kirchlichen Proseminars zwischen 1960 und 1965 Theologie am Theologischen Seminar in Leipzig. In den Jahren 1965 und 1966 leistete er Wehrersatzdienst bei den Bausoldaten. Danach war er bis 1980 Pfarrer in Ziegenhain und bis 1996 in Dresden. Von 1996 bis 2007 wirkte er als Pfarrer in Langelsheim.
Seit 1975 war er als Gründer des Meißener Friedensseminars, in der Beratung Wehrpflichtiger und als Mitarbeiter des Referats Friedensfragen der Theologischen Studienabteilung beim Bund der Evangelischen Kirchen in der DDR maßgeblich in der kirchlichen Friedensarbeit tätig. Von 1992 bis 1996 war er Vorstand des deutschen Zweiges des Internationalen Versöhnungsbundes.
Albrecht starb am 27. September 2015 im Alter von 73 Jahren. Er wurde auf dem Trinitatis-Friedhof in Dresden beigesetzt.

## Ehrungen
- Am 31. Mai 2008 wurde ihm von Landtagspräsident Erich Iltgen „für seine Verdienste als Wegbereiter der friedlichen Revolution“ die Sächsische Verfassungsmedaille verliehen.[2]
- Am 13. Oktober 2009 erhielt er aus Anlass von „20 Jahren Friedliche Revolution“ den Sächsischen Verdienstorden[3].